# 세흐림니르
세흐림니르(고대 노르드어: Sæhrímnir)는 노르드 신화에서 에시르와 에인헤랴르가 매일 밤 잡아서 먹는 동물이다. 안드흐림니르가 세흐림니르들을 도축해서 엘드흐림니르라는 가마솥으로 요리한다. 세흐림니르는 다 먹어치우고 나면 다시 살아나서 다음날에도 먹을거리가 된다. 세흐림니르는 《고 에다》와 《신 에다》에 모두 그 존재가 언급된다.
〈길피의 속임수〉에서 높으신 분은 세흐림니르가 멧돼지라고 이야기하는데, 일부 학자들은 세흐림니르가 어떤 짐승인지 특정할 수 없다고 본다.

## 어원
노르드어 단어 "세흐림니르"(Sæhrímnir)의 어원은 불확실하다. 〈길피의 속임수〉에서는 이 짐승이 멧돼지라고 하지만, 현대의 언어학자들의 연구에 따르면 "세흐림니르"는 "검댕으로 더러워진 바다짐승"이라는 뜻이다. 이는 cooking ditch를 의미하는 노르드어 "세위디르"(seyðir)와 유관할 가능성이 있다.

## 문헌상 출전
세흐림니르는 《고 에다》에 한 번, 《신 에다》에 두 번 언급된다.
《고 에다》 중 〈그림니르가 말하기를〉에 보면 그림니르(변장한 오딘)가 “안드흐림니르가 세흐림니르의 고기를 엘드흐림니르로 끓이는데, 에인헤랴르들이 무엇을 먹는지 아는 이는 거의 없다”고 말한다. 리 M. 홀랜더는 여기서도 세흐림니르가 멧돼지라고 번역하나, 벤저민 소프, 헨리 애덤스 벨로우스, 앤서니 폴크스는 그렇지 않다.
《신 에다》 중 〈길피의 속임수〉 제38장에서 강글레리(변장한 길피)는 “세상이 생겨난 이래로 전쟁터에서 죽은 사내들이 모두 오딘의 발할라에 가 있다고 하셨습니다. 그럼 그들은 무엇을 먹고 삽니까? 분명히 수가 꽤나 많을텐데 말입니다.”라고 묻는다. 높으신 분은 그들의 수가 꽤나 많은 것이 사실이며, 앞으로도 계속 모일 것이라면서도, “늑대가 왔을 때는 그마저도 너무 모자랄 것”이라고 대답한다. 그러나 높으신 분은 음식은 문제가 되지 않는다면서, 세흐림니르(높으신 분은 이것이 멧돼지라고 밝힌다)의 고기로 다 먹이지 못할 만큼 발할라에 사람이 많을 일은 없을 것이라고 말한다. 높으신 분은 요리사 안드흐림니르가 매일 낮에 세흐림니르를 잡아 엘드흐림니르 가마솥으로 요리하며, 세흐림니르는 매일 저녁이 되면 다시 살아난다고 말한다. 높으신 분은 상술한 〈그림니르가 말하기를〉의 구절을 인용한다. 강글레리는 오딘도 같은 것을 먹냐고 묻고, 높으신 분은 오딘은 자기 앞에 놓인 음식을 자기 늑대들에게 먹이로 준다고 답한다. 오딘 본인은 먹을 것이 필요없으며, 술만 마시면 되기 때문이다.
세흐림니르는 《신 에다》의 〈시어법〉 중 〈이름의 암송〉의 목록에 마지막으로 언급된다.

## 신화 해석
루돌프 지메크는 죽여도 다시 살아나는 짐승이라는 테마는 토르의 염소들(탕그리스니르와 탕그뇨스트)에서도 볼 수 있으며, 사머니즘의 희생제물 의식을 상징하는 것일 수 있다고 말한다. 지메크는 〈그림니르가 말하기를〉과 〈길피의 속임수〉 사이의 차이점은 스노리의 윤색 때문에 발생한 것이라고 설명한다.
19세기의 야코프 그림은 게르만 종교에서 신에 대한 숭배와는 달리 영웅에 대한 숭배에 대해서는 거의 알려진 바가 없는데, 세흐림니르와 영웅 숭배 사이에 어떤 관계가 존재할 가능성을 제기했다.

그리스에서는 신들에게 바치는 제물과 영웅에게 바치는 제물이 달랐다. 신은 악취나는 짐승의 내장과 지방만 받아도 만족했지만, 신격화된 영웅은 피와 살을 먹어야 했다. 때문에 발할라에 들게 된 에인헤랴르들은 멧돼지 세흐림니르의 살을 끓여 그것을 먹고 신들과 함께 술을 마신다. 신들이 그들과 음식도 함께 먹었다는 언급은 한 번도 없다. [중략] 여기서 우리는 신에게 바치는 제물과 반신에게 바치는 제물 사이의 어떤 차이점을 알아낼 수 있지 않을까?

## 참고 자료
- Bellows, Henry Adams (1923). The Poetic Edda. The American-Scandinavian Foundation.
- Faulkes, Anthony (Trans.) (1995). Edda. Everyman. ISBN 0-460-87616-3
- Grimm, Jacob (James Steven Stallybrass Trans.) (1882). Teutonic Mythology: Translated from the Fourth Edition with Notes and Appendix by James Stallybrass. Volume I. London: George Bell and Sons.
- Hollander, Lee M. (Trans.) (1990). The Poetic Edda. University of Texas Press. ISBN 0-292-76499-5
- Lindow, John (2001). Norse Mythology: A Guide to the Gods, Heroes, Rituals, and Beliefs. Oxford University Press. ISBN 0-19-515382-0
- Orchard, Andy (1997). Dictionary of Norse Myth and Legend. Cassell. ISBN 0-304-34520-2
- Simek, Rudolf (2007) translated by Angela Hall. Dictionary of Northern Mythology. D.S. Brewer. ISBN 0-85991-513-1
- Thorpe, Benjamin (Trans) (1866). The Elder Edda of Saemund Sigfusson. Norrœna Society.